# Rune (videogioco)
Rune è un videogioco d'avventura dinamica in terza persona sviluppato da Human Head Studios e pubblicato da Gathering of Developers nel 2000 per PC, basato sulle saghe della mitologia norrena.
Il gioco sfrutta su licenza d'uso il motore grafico Unreal Engine 1. Nello stesso anno, Loki Software realizzò e pubblicò una versione per sistemi GNU/Linux.
Nel 2001 fu pubblicata un'espansione ufficiale chiamata Rune: Halls of Valhalla; successivamente, nello stesso anno, venne pubblicata la versione del gioco per PlayStation 2, intitolata Rune: Viking Warlord. Nel 2012 viene poi pubblicata la versione digitale, intitolata Rune Classic, su Steam; su GOG.com viene invece pubblicata nel 2013 con lo stesso nome. Nel 2004 la società sviluppatrice ha reso di pubblico dominio il codice sorgente.

## Trama
Il giocatore interpreta il ruolo di Ragnar, figlio primogenito di una famiglia di vichinghi che da generazioni è destinata all'importante compito di proteggere le Sacre Rune, poste sulla terra dal dio Odino in persona, padre di tutte le cose esistenti. La leggenda racconta che Loki, dio pazzo e malvagio, sia stato imprigionato da Odino nel sottosuolo, con un serpente immenso che lo morde e lo avvelena in continuazione, e che un giorno si libererà causando il Ragnarǫk, il Crepuscolo degli Dei, la Fine di tutte le cose.
Dopo essersi sottoposto al rito d'iniziazione, Ragnar deve affrontare la sua prima battaglia, e così parte insieme al padre e a un gruppo di guerrieri per liberare un villaggio dall'assedio di Conrack, il loro nemico mortale. Durante una traversata in mare, il gruppo viene attaccato da Conrack, che, grazie ai poteri magici datigli da Loki, fa affondare la nave, uccidendo tutto l'equipaggio, tranne Ragnar.
A questo punto, l'eroe si trova sommerso dall'acqua, tra i cadaveri di suo padre e dei suoi amici, e non può risalire, perché sopra di lui c'è il nemico. Nuotando verso il fondo dell'abisso, trova un'apertura che lo porta ad una caverna sgombra dall'acqua. Dopo aver preso fiato ed essersi rifocillato con delle lucertole, ripensa alla morte di suo padre e, in quel momento, gli appare Odino in persona, che gli offre il suo aiuto e gli affida la missione di sconfiggere Conrack e impedire la liberazione di Loki. Da qui comincia un lungo peregrinare per le caverne, infestate da granchi giganti e disseminate di ostacoli, verso la libertà.
Ad un certo punto, Odino svela a Ragnar che l'unica via per uscire dalle caverne è un precipizio che porta ad Hel, il Reame dei Morti. Dopo aver affrontato mostri e non-morti di ogni tipo, Ragnar riesce finalmente ad emergere alla luce. Scopre così che Conrack si è alleato col popolo dei nani, che lo appoggiano nella sua guerra. Grazie ad un nuovo intervento di Odino, l'eroe riesce a sconfiggere il Re dei Nani e a rimettersi sulle tracce del suo nemico. Troppo tardi, però, perché nel frattempo Conrack è riuscito nel suo intento di raggiungere Loki nella sua prigione e si è trasformato in un gigante dalla forza smisurata.
Dopo un inutile inseguimento nel labirinto della prigione, Ragnar si rende conto che l'unico modo per affrontare il suo nemico è quello di diventare egli stesso un mostro. Così, si tuffa anche lui nel sangue avvelenato di Loki, e mentre si accascia a terra piangendo per aver perso la sua umanità, Loki lo schernisce con perfidia.
Grazie alla sua aumentata forza fisica, Ragnar riesce così a raggiungere Conrack e a sconfiggerlo, giusto in tempo per impedirgli di distruggere le Rune sacre. Il nostro eroe ha salvato la sua terra e il suo popolo, ma non riesce ad accettare la sua forma mostruosa, e così si toglie la vita. Ma Odino gli è grato, e lo accetta nel Valhalla, restituendogli la sua forma umana.